# لینکلن کلمن
لینکلن کلمن جونیور (متولد ۱۲ اوت ۱۹۶۹ در (هوستون، تگزاس) بازیکن سابقفوتبال آمریکایی اهل ایالات متحده آمریکا است که در لیگ ملی فوتبال این کشور برای گاوچرانان دالاس و آتلانتا فالکونزبازی می‌کرد. او در دالاس تگزاسبا میلواکی ایرانی و گرند رپیدز داد و بیداد در لیگ ملی فوتبال آمریکایی و نیز در کالج فوتبال در دانشگاه بایلور بازی کرده‌است.